# Georg Christian von Lobkowitz (Feldmarschall)

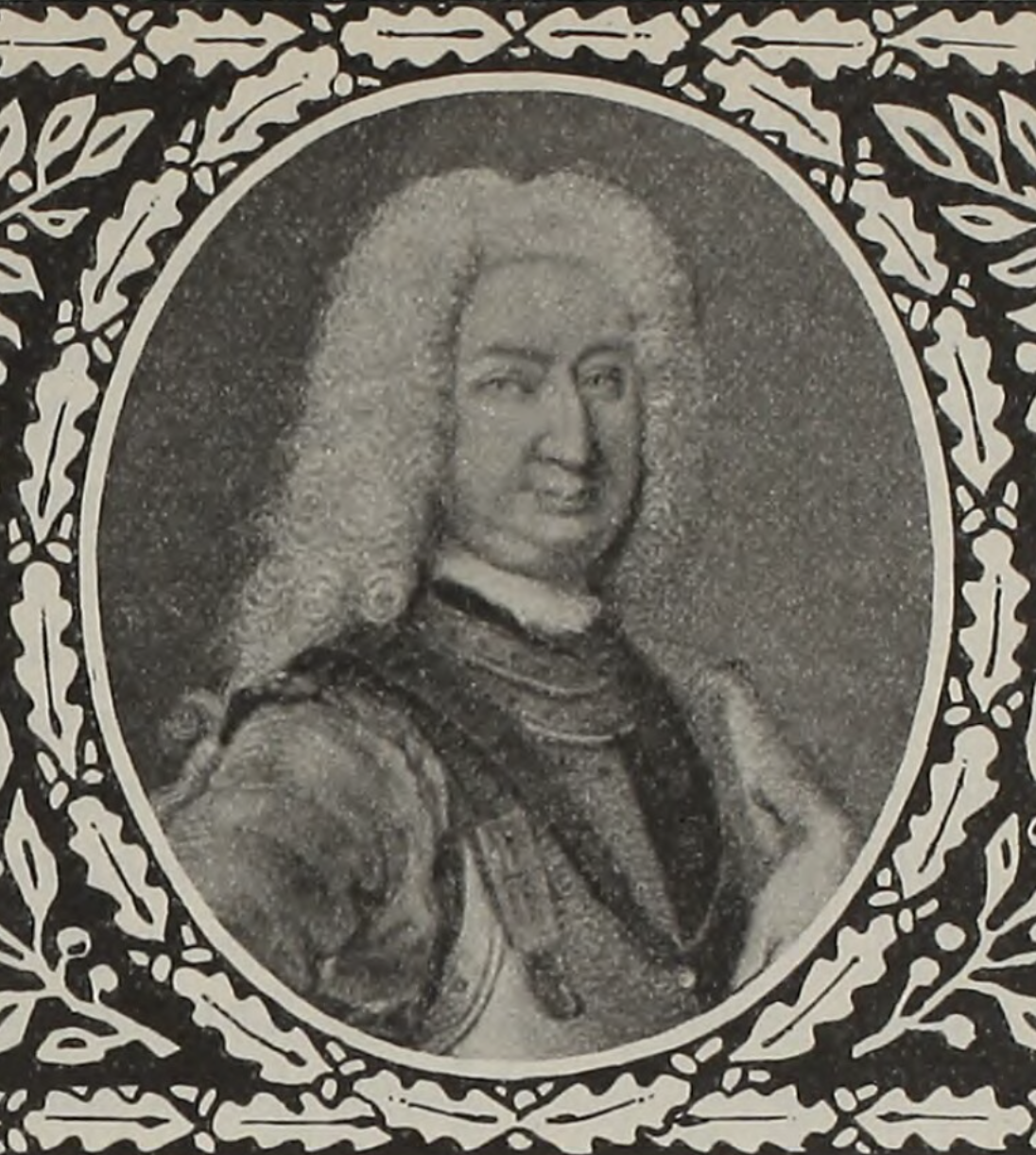
Johann Georg Christian Fürst von Lobkowitz

Fürst Johann Georg Christian von Lobkowitz (* 10. August 1686; † 4. Oktober 1755 in Wien) war ein österreichischer Feldmarschall. Er diente als Soldat den Kaisern Joseph I., Karl VI. und Maria Theresia.

## Herkunft
Er entstammt dem Adelsgeschlecht Lobkowitz. Sein Großvater war der Fürst Wenzel Eusebius von Lobkowicz. Seine Eltern waren der Fürst Ferdinand August (1655–1715) und dessen Ehefrau Maria Anna Wilhelmine, Markgräfin von Baden-Baden (1655–1701).

## Leben
Er begann seine Laufbahn unter Prinz Eugen von Savoyen im spanischen Erbfolgekriege und 1716 im venezianisch-österreichischen Türkenkrieg. 1729 wurde er Generalfeldwachtmeister in Neapel, 1732 Gouverneur von Sizilien, 1733 Feldmarschalllieutenant. 1734 wurde er General der Kavallerie und 1739 kommandierte er in Siebenbürgen und erfolgte die Ernennung zum Ritter des Orden vom Goldenen Vlies. 1742 im österreichischen Erbfolgekrieg wurde er benannt als Feldmarschall in Böhmen. Von 1743 bis 1745 befehligte er in Italien als Gouverneur in der Herzogtum Mailand und in Parma. Er vertrieb die Spanier aus Rimini, kam im Zweiten schlesischen Krieg wieder nach Böhmen. Zuletzt übernahm er das Kommando in Ungarn.

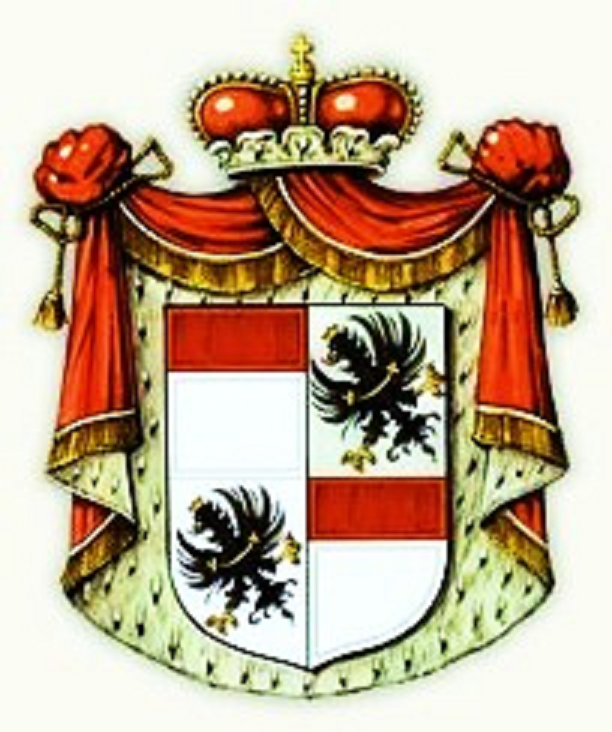
Wappen des fürstlichen Hauses Lobkowitz

Durch das Erlöschen der älteren Linie Popel von Lobkowitz erbte er 1722 Bílina, Eisenberg und wurde der Stifter der zweiten fürstlichen Linie, welche 1802 ausstarb. 
Der zu der damaligen Zeit sehr bekannte, als Sklave nach Europa gekommene Schwarzafrikaner Angelo Soliman wurde dem Fürsten um 1734 geschenkt. Er setzte ihn als Kammerdiener, Soldat und Reisebegleiter ein. In einer Schlacht rettete Soliman ihm das Leben, was wesentlich für seine künftige soziale Stellung verantwortlich gewesen sein dürfte.

## Familie
Lobkowitz heiratete am 11. November 1718 in Prag Caroline Henriette von Waldstein (1702–1780). Das Paar hatte mehrere Kinder:
- Karl Adam Felix (* 8. April 1719; † 20. August 1760), starb an den Spätfolgen einer Verwundung von 1756
- Marie-Eleonore (* 17. Oktober 1721; † 9. Mai 1756) ⚭ 1740 Duc Charles d'Ursel et d'Hoboken (* 26. Juni 1717; † 19. Dezember 1774 (oder 11. Januar 1775))
- Christian Josef Ferdinand (1722–1724)
- Joseph Maria Karl (* 8. Januar 1724; † 5. März 1802), Feldmarschall ⚭ 1752 Maria Josepha von Harrach zu Rohrau und Thannhausen (* 20. November 1727; † 15. Februar 1788)
- Ludwig (1725–1725)
- Ferdinand Maria (* 18. Dezember 1726; † 29. Januar 1795), Vikar in Salzburg
- August Anton Joseph (* 21. September 1729; † 28. Januar 1803), Generalmajor ⚭ 1763 Gräfin Maria Josepha Ludmilla Czernin von und zu Chudenitz (* 21. April 1738; † 20. Juni 1790)
- Philipp Josef (* 4. November 1732; † 15. August 1760) Gefallen als Major bei Liegnitz[3]
- Leopold (* 17. April 1734; † 23. Dezember 1759)
- Anton (* 11. August 1738; † 21. November 1745)